# Lac de la Ganguise
Le lac de la Ganguise (ou retenue de l'Estrade) est un lac de barrage de 500 hectares situé dans le département de l'Aude près de Toulouse et d'Avignonet-Lauragais sur la Ganguise.

## Présentation
C'est une base de loisirs départementale essentiellement utilisée pour la voile et la planche à voile par les écoles, séjours scolaires, associations sportives (ou non sportives) et colonies de vacances. Il est apprécié des véliplanchistes pour ses vents fréquents et forts bien qu'irréguliers. Il se situe sur le territoire de cinq communes : Baraigne, Cumiès, Gourvieille et Molleville et Belflou. Il a été construit sur la rivière Ganguise en 1979.
Son utilisation est dédiée à l'irrigation agricole. 
Les rives sont aménagées pour les randonnées, des aires de pique-nique sont présentes autour du lac ainsi qu'une base nautique. La pratique de sports comme le canoë, le VTT, le paddle et le pédalo y sont aussi possible.

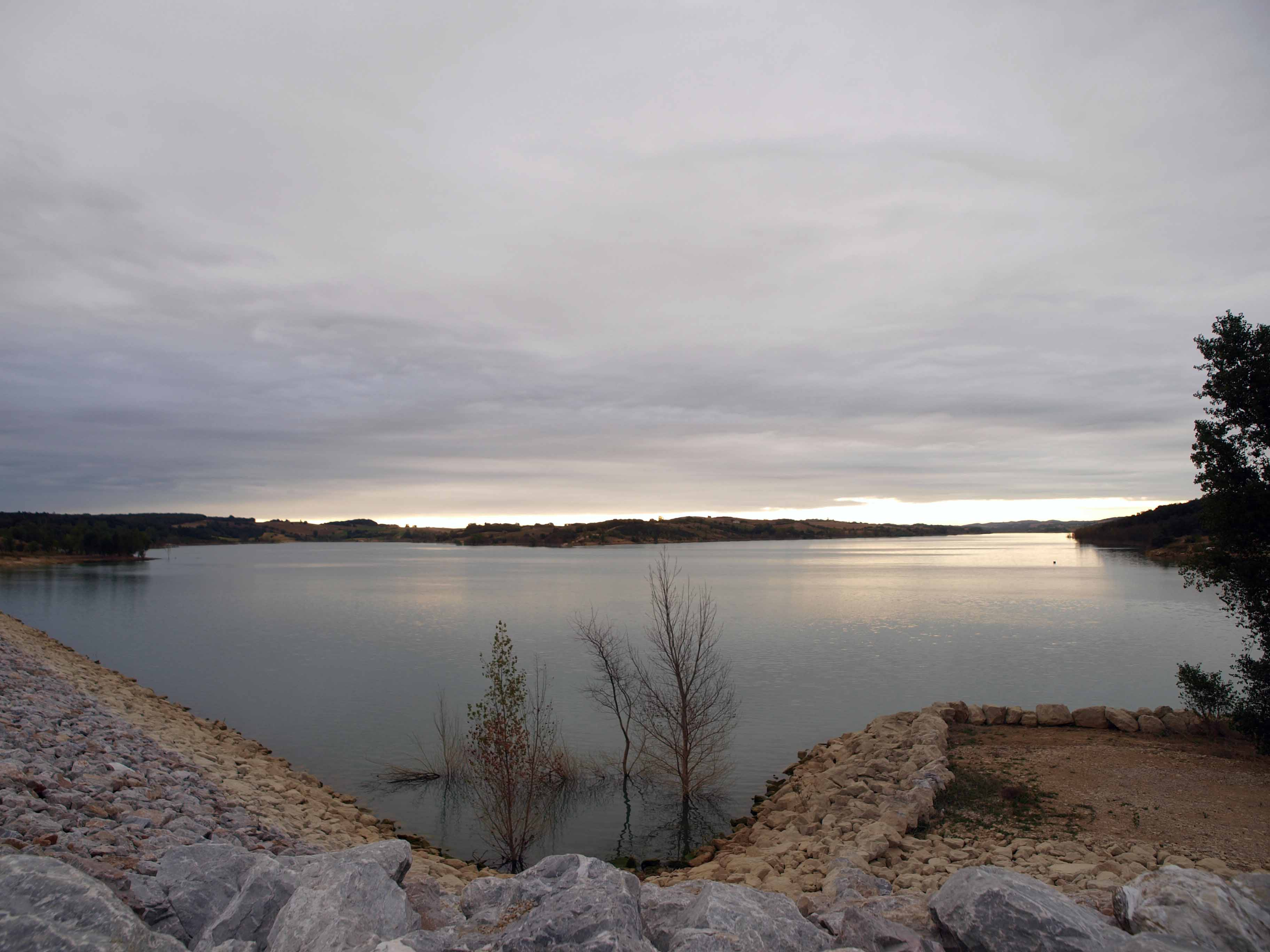
Vue depuis la digue des deux bras qui se rejoignent

Le plan d'eau recueille principalement les eaux de la Ganguise au sud-est, affluent de l'Hers-Mort, lui-même affluent de la Garonne. Il est formé de deux bras qui se rejoignent au niveau du barrage au nord-ouest.

## Histoire
Projeté dès 1951, le barrage ne fut réalisé qu'en 1979. Il est constitué d'une digue en terre qui barre toute la vallée de la Ganguise. Conçu à l'origine pour l'irrigation agricole, le plan d'eau s'étend actuellement sur 500 hectares après un rehaussement de la digue de trois mètres en 2007, qui prolonge le lac jusqu’à Cumiès en doublant sa capacité, passant de 278 à 500 hectares.